# 賈伯公明
賈伯公明，姬姓，名公明，為西周諸侯國賈國第一任君主。據史籍所載，周康王把唐叔虞的小兒子公明封於賈（今山西省襄汾縣西南），後來遷至賈地（今陝西省蒲城縣西南），史稱「賈伯」，成為西周的附庸小國。後來賈國在春秋時期被晉國所吞併，賈伯的後代就以其原來的國名「賈」為姓氏。